# دم را غنیمت شمار

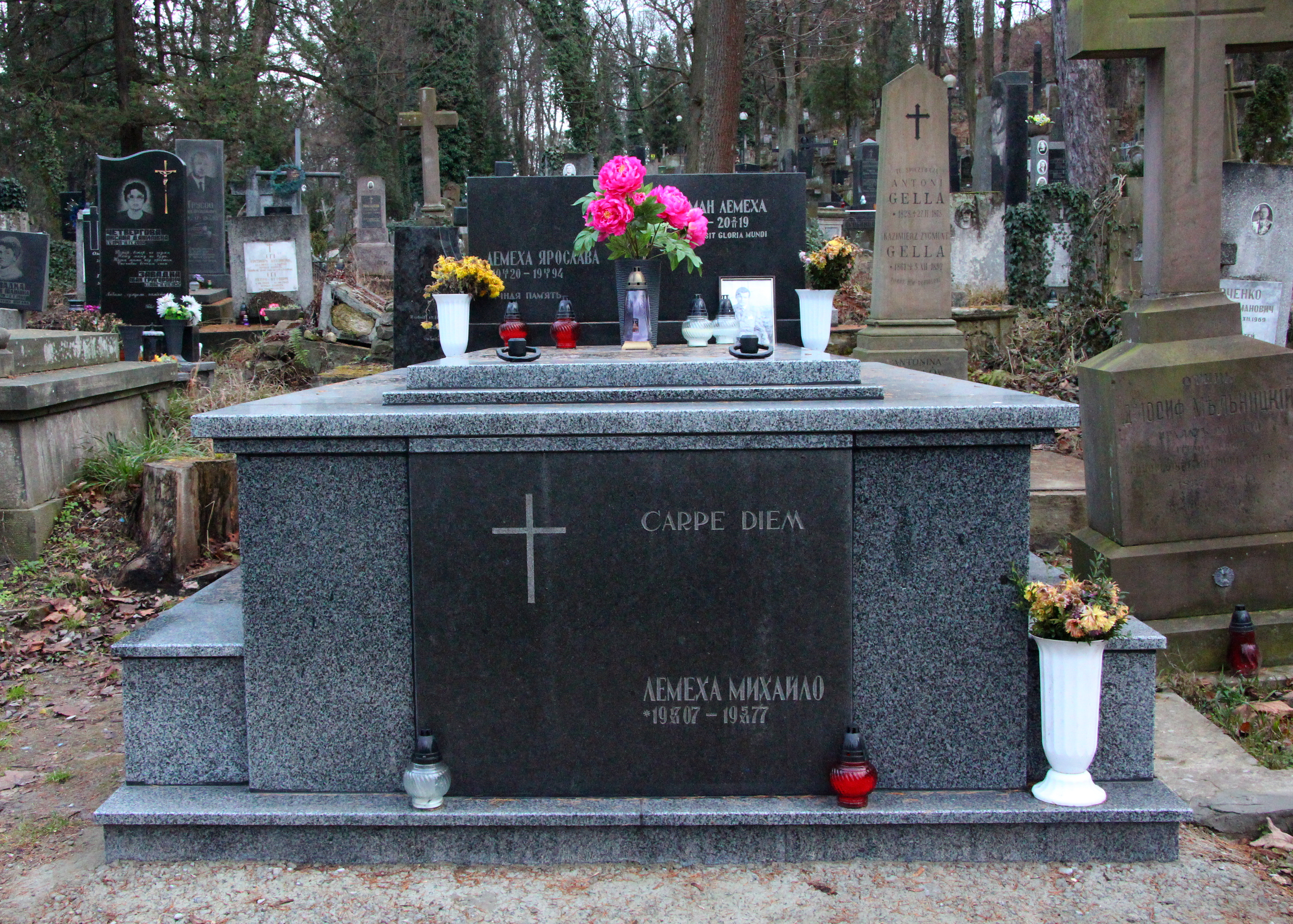
دم را غنیمت شمار

دم را غنیمت شمار یا دم‌غنیمت‌شمری (به لاتین: Carpe Diem) (به انگلیسی: Seize the day) مصراعی از یک شعر لاتین از هوراس است که به عنوان کلام قصار به کار می‌رود. این عبارت یکی از اولین نمودهای تفکر دم‌غنیمتی در ادبیات جهان است و آن را متأثر از فلسفه اپیکور می‌دانند.
عبارت کامل بدین گونه ترجمه می‌شود:
از امروز تا می‌توانی استفاده کن چون هیچ‌کس فردایی را تضمین نکرده است.
خیام به همین مضمون می‌سراید:
چون عهده نمی‌شود کسی فردا را،
حالی خوش کن تو این دل شیدا را.
که با عبارت کامل لاتین کاملاً هم‌خوانی دارد.